# Jonas Decleer
Jonas Decleer (Aalst, 1987) is sportjournalist bij VTM en Het Laatste Nieuws. Sinds juli 2022 is hij een van de sportankers in het VTM Nieuws. Hij brengt ook wekelijks sportverslag uit op Radio Willy en is te horen in verschillende sportpodcasts.
Decleer studeerde communicatiewetenschappen aan de Universiteit van Gent. Daarna behaalde hij een diploma culturele studies aan de KU Leuven. 
Tijdens zijn studies in Gent ging Decleer vrijwillig aan de slag bij de studentenradio Urgent.fm. 
In 2010 begon hij te werken voor Studio Brussel. Hij was te horen aan de zijde van Sofie Lemaire in De Wereld van Sofie en Spelen met Sofie. Hij was verkeerslezer bij o.a. Siska Schoeters en Linde Merckpoel. In 2018 werd hij sidekick van Linde Merckpoel. Het duo ging ook aan de slag als dj. Eén jaar later was hij de vaste sidekick van Michèle Cuvelier in de ochtend van Studio Brussel.
In februari 2021 stapte Decleer van VRT over naar de sportredactie van DPG Media. Daar is hij te zien als live reporter en sportanker in vtm nieuws.

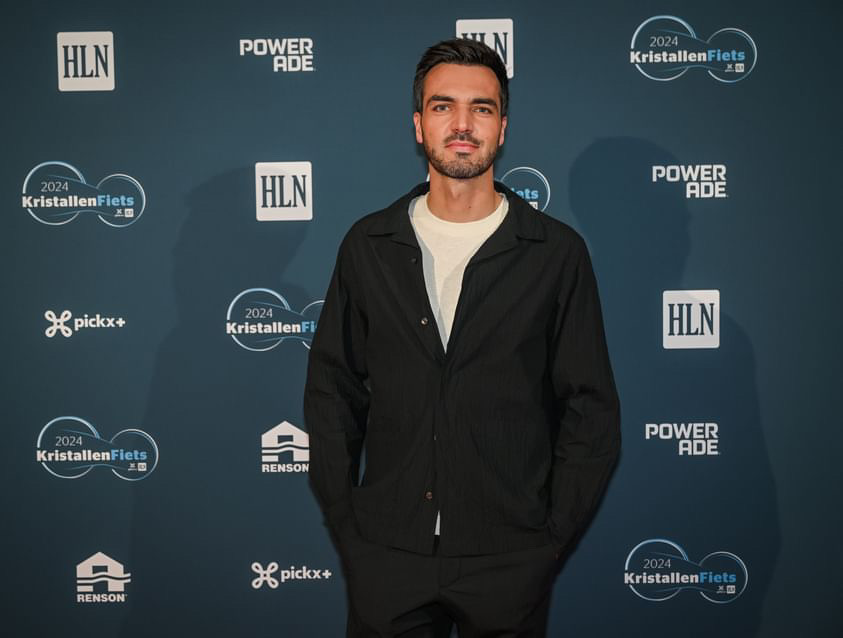
Jonas Decleer at Kristallen Fiets 2024, by photonews